# Електронтранспортний ланцюг

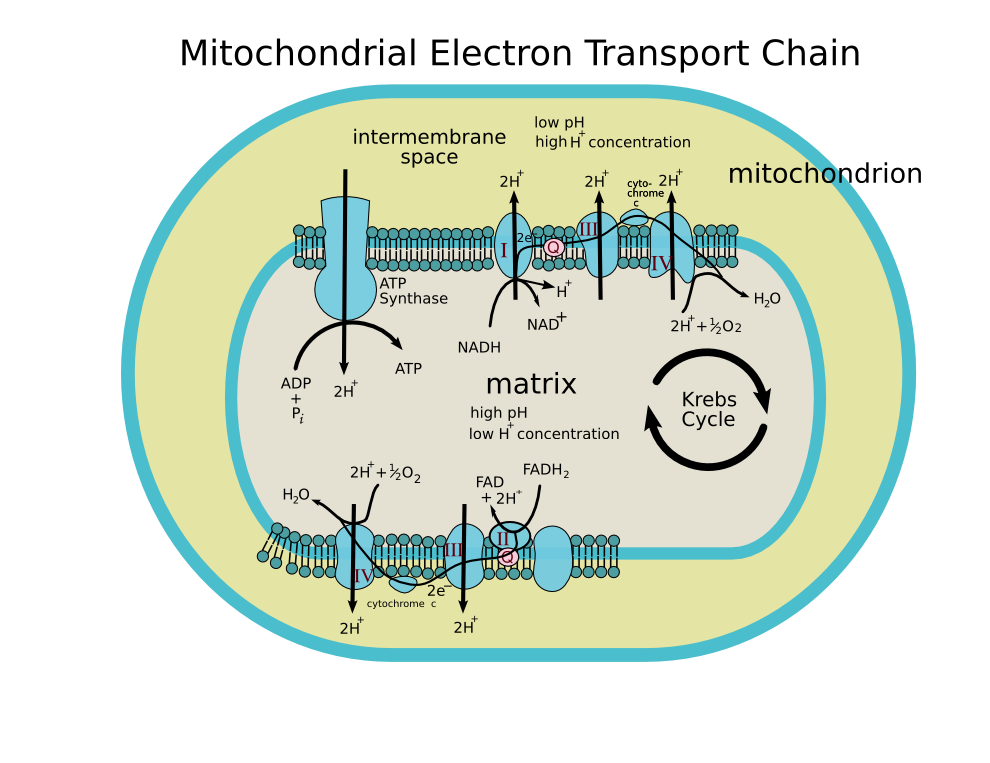
Електронний транспортний ланцюжок мітохондрії.

Електронтранспортний ланцюг (також відомий під назвою «електронно-транспортний ланцюжок», «ланцюжок електронної передачі») — біохімічні реакції, виробництва АТФ, основного «палива» клітини, необхідного для її роботи. Тільки два джерела енергії доступні до живих організмів: окислювально-відновлювальні реакції і сонячне світло (фотосинтез). Організми, які використовують окислювально-відновлювальні реакції для отримання АТФ називаються хемотрофами. Організми, які використовують сонячне світло для отримання АТФ називаються фототрофами. Як хемотрофи, так і фототрофи використовують електронні транспортні ланцюжки для перетворення енергії на АТФ.

## Дихальний ланцюг мітохондрій

Комплекси дихального ланцюга

- Комплекс I (НАДН-дегідрогеназний комплекс) окиснює НАДН, відбираючи в нього два електрони та переносячи їх на розчинний в ліпідах убіхінон, який всередині мембрани дифундує до комплексу III. Водночас, комплекс I перекачує 2 протони та 2 електрони з матриксу в міжмембранний простір мітохондрії.
- Комплекс II (Сукцинатдегідрогеназа) не перекачує протони, але забезпечує вхід у ланцюг додаткових електронів завдяки окисненню сукцинату.
- Комплекс III (Цитохром-bc1-комплекс) переносить електрони з убіхінону на два водорозчинних цитохроми c, розміщених на внутрішній мембрані мітохондрії. Убіхінон передає 2 електрони, а цитохроми за один цикл переносять по одному електрону. Водночас туди також переходять 2 протони убіхінону та перекачуються комплексом.
- Комплекс IV (Цитохром c оксидаза) каталізує перенесення 4 електронів з 4 молекул цитохрому на O2 та перекачує водночас 4 протони в міжмембранний простір. Комплекс складається з цитохромів a й a3, які, окрім гему, містять йони міді.

Кисень, що поступає в мітохондрії з крові, зв'язується з атомом заліза в гемі цитохрому a3 в формі молекули O2. Кожен із атомів кисню приєднує по два електрони та два протони й перетворюється в молекулу води.